# Межзвёздный ковчег
Межзвёздный ковчег — концептуальный космический корабль, предназначенный для межзвёздных путешествий. Межзвёздный ковчег может быть наиболее экономически целесообразным способом преодоления огромных расстояний в космическом пространстве, также он был предложен в качестве потенциальной среды обитания для сохранения человеческой цивилизации и знаний в случае глобальной катастрофы.
Такой корабль должен быть большим, требующим большой силовой установки. В проекте «Орион» была предложена концепция движения ядерными импульсами. Самый большой проект космического корабля, проанализированный в проекте «Орион», имел диаметр 400 м и весил приблизительно 8 миллионов тонн. Он может быть достаточно большим, чтобы принять город с населением 100 000 человек и более.

## Концепции тяги
Проблема заключается в выборе источников энергии и механизмов, которые могли бы оставаться жизнеспособными в течение длительного периода времени, связанного с межзвёздным путешествием через пространство космоса. Самыми долгоживущими космическими зондами являются программные зонды Вояджер, в которых используются радиоизотопные термоэлектрические генераторы, срок полезного использования которых составляет всего 50 лет.
Одним двигательным методом для космического корабля с экипажем может быть ядерная импульсная двигательная установка с микродинамическим взрывом, подобная той, которая предложена в проекте Дедал, которая может позволить ему получить межзвёздную крейсерскую скорость до 10 % от скорости света. Однако, если судно способно проходить через сотни тысяч лет, химической и гравитационной тяги «рогатки» может быть достаточно.

## Предложения и исследовательские проекты
Звездолёт Enzmann, предложенный в 1964 году, представляет собой большой космический корабль с термоядерным двигателем, который может функционировать как межзвёздный ковчег, поддерживая экипаж из 200 человек с дополнительным пространством для расширения, в многолетних путешествиях на сверхсветовых скоростях в близлежащие звёздные системы.
В 1955 году проект «Орион» рассматривал ядерные двигатели для космических кораблей, пригодных для дальних космических путешествий.
В 1973—1978 годах Британским межпланетным обществом был осуществлён проект «Дедал» для изучения беспилотных межзвёздных космических кораблей.

## В научной фантастике
Повесть 1933 года «Когда миры столкнутся» и его экранизации в 1951 году — один из самых ранних примеров межзвёздного ковчега. Чтобы спасти человечество от вымирания, когда звезда собирается уничтожить Землю, группа астрономов строит огромный космический корабль, который доставит 45 человек, животных и оборудование на новую планету.
История Джека Уильямсона 1934 года «Рождение Солнца» (англ. Born of the Sun) показывает, что планеты являются не более, чем яйцами для огромных существ. Стальной магнат и его дядя геолог-астрофизик создают «космический ковчег», чтобы сохранить человеческую расу в течение шести месяцев, оставшихся на Земле. Ковчег рассчитан на 2000 человек, питается от космических лучей и перерабатывает воду и отходы для создания синтетической пищи и воздуха, что обеспечивает неограниченное выживание его команды.
На NBC в 30-м эпизоде радиопостановки «Измерение X» «Вселенной» в 1950 году рассказывалось о «корабле-семени», население которого разделилось на «нижнюю» и «верхнюю палубы». Жители верхней палубы были видоизменены радиацией, просачивающейся через корпус корабля. Никто не знал, что они были на корабле. Они верили, что корабль содержал всю вселенную. Эпизод был написан Робертом Хайнлайном.

## Типы межзвёздных ковчегов
- Корабль поколений
- Спящий корабль
- Корабль-сеятель